# Завист към утробата
Завист към утробата, термин измислен от Карен Хорни, е неофройдистки, феминистки еквивалент на завист за пениса. Хорни смята, че това е неизразената тревожност, чувствана от някои мъже заради способността на жените да раждат, карайки ги да доминират на жените или да постигат целите си, за да се помнят имената им. Хорни твърди, че мъжкото преживяване за завист към утробата е по-силно, отколкото женското желание за завист към пениса, защото „мъжете трябва да унижават жените повече, отколкото жените трябва да унижават мъжете“.
Хорни разглежда завистта към утробата като психосоциална тенденция, точно както и завистта към пениса е по-скоро такава, отколкото качество вътрешно присъщо на мъжете.